# Ludwig von Benedek
Ludwig August rytíř Benedek von Felsö-Eör (maďarsky lovag Benedek Lajos), v československé literatuře Ludvík Benedek (14. července 1804 Šoproň – 27. dubna 1881 Štýrský Hradec) byl rakouský generál. V armádě sloužil jako absolvent vojenské akademie od roku 1822, řadu let strávil jako štábní důstojník v Itálii pod maršálem Radeckým. V revolučních letech 1848–1849 se vyznamenal v bojích v Itálii a proti uherským revolucionářům. Poté velel vyšším jednotkám v Itálii, Haliči a na Moravě. V roce 1859 dosáhl hodnosti polního zbrojmistra a v roce 1860 byl krátce místodržitelem v Uhrách. V letech 1861–1866 byl zemským velitelem v Lombardii. Za prusko-rakouské války byl povolán jako vrchní velitel rakouské armády do Čech, kde ale jako vojevůdce selhal a po porážce u Hradce Králové (3. července 1866) byl odeslán do penze.

## Životopis

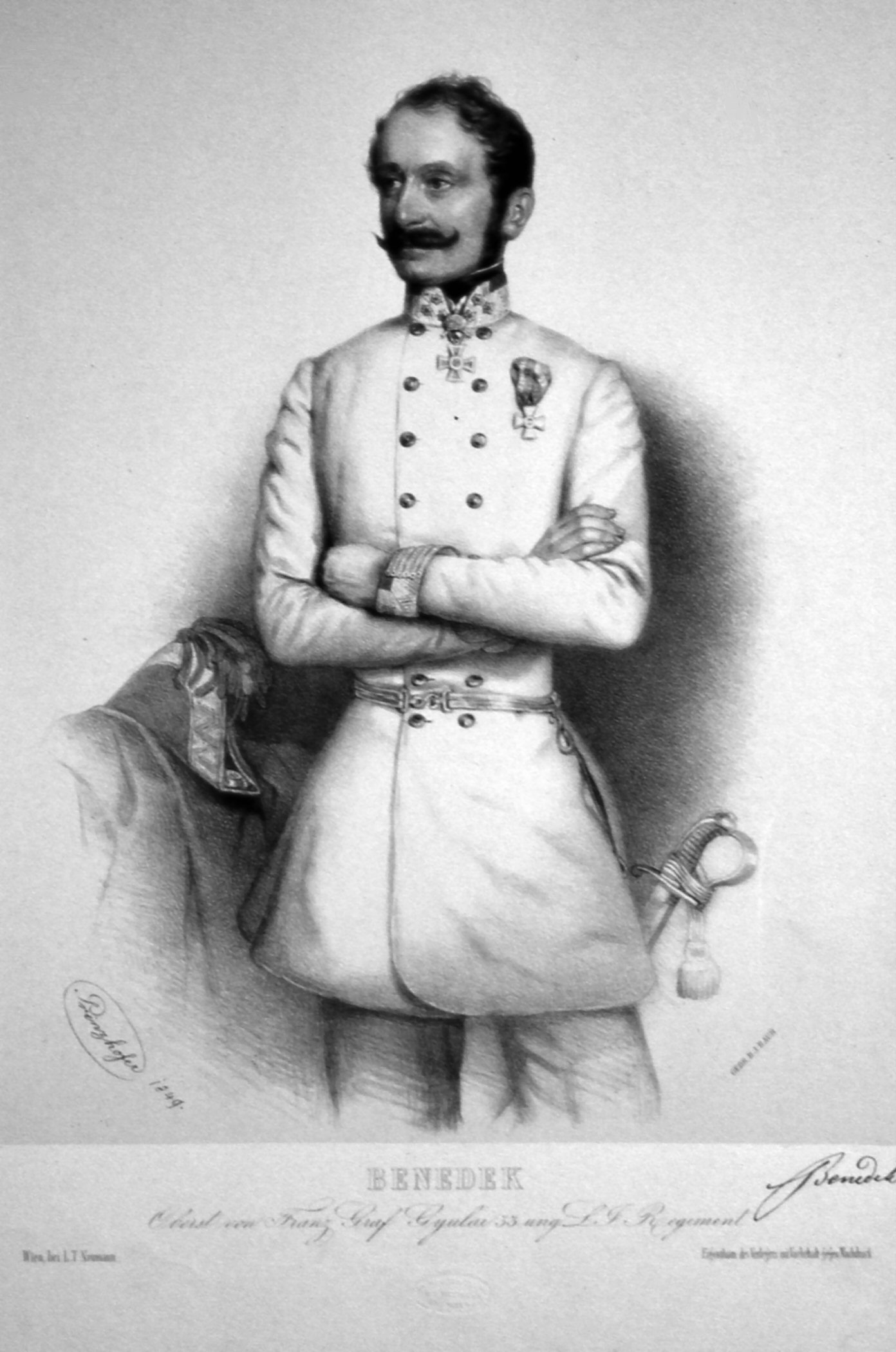

Byl synem lékaře Johanna Andrease von Benedek (1774–1850) pocházejícího z řad nižší uherské šlechty. Ve čtrnácti letech nastoupil na vojenskou akademii ve Vídeňském Novém Městě. Po jejím úspěšném dokončení byl roku 1822 přidělen jako podporučík k 27. pěšímu pluku. V roce 1831 byl povýšen na nadporučíka a za čtyři roky poté na hejtmana u generálního štábu v Miláně. V hodnosti majora (1840) byl přidělen jako pobočník k zemskému velitelství v Haliči. O tři roky později byl povýšen na podplukovníka (1843), v té době sloužil u 37. pěšího pluku ve Lvově. V roce 1846 začaly nepokoje v Haliči, a Benedek dostal za úkol je potlačit. Za splnění tohoto úkolu si vysloužil hodnost plukovníka (1846). Jako velitel 33. pěšího pluku se zapojil roku 1848 do války proti Sardinii. V letech 1848–1849 se v bojích v Itálii vyznamenal a k datu 3. dubna 1849 byl povýšen na generálmajora. V létě téhož roku byl převelen do Uher, kde bojoval proti maďarským povstalcům, zúčastnil se obléhání Györu a Komárna. Byl několikrát zraněn, po posledním zranění byl přidělen polnímu maršálovi Radeckému jako šéf jeho štábu. Věhlasný vojevůdce si jej záhy oblíbil a Benedek se od něj mnohému naučil. Ve své době byl považován za nejlepšího Radeckého žáka a předpokládaného nástupce (říkalo se mu "Radecký Druhý"). K datu 26. října 1852 byl povýšen na polního podmaršála a jako náčelník štábu působil nadále u zemského velitelství ve Veroně. V roce 1857 byl krátce velitelem 2. armádního sboru v Brně, poté v letech 1857–1859 velel 4. armádnímu sboru ve Lvově.
Ve válce se Sardinií velel záložnímu armádnímu sboru o síle 30 000 mužů a byl účastníkem bitvy u Solferina, kde vedl pravé křídlo rakouské armády. I když bitva a celá válka skončila pro Rakousko prohrou, Benedek získal další ocenění a k datu 27. listopadu 1859 dosáhl druhé nejvyšší vojenské hodnosti polního zbrojmistra. V roce 1860 byl jmenován náčelníkem generálního štábu a od dubna do října 1860 zastával funkci generálního guvernéra v Uherském království. V letech 1862–1866 zastával funkci vrchního velitele v Lombardsko-Benátsku, pod toto oblastní velitelství spadalo také Korutansko, Kraňsko a Rakouské přímoří.
Na začátku prusko-rakouské války byl jmenován vrchním velitelem tzv. Severní armády určené pro boje v Čechách. Pod jeho velení spadalo celkem sedm armádních sborů o síle přibližně 220 000 mužů, kteří měli vytáhnout proti Prusům. Benedek nepřijal tento úkol s nadšením, neměl mnoho zkušeností s velením tak velkého útvaru a také neznal české prostředí. K jeho silným stránkám nepatřilo vymýšlení složitých operací nad mapou. Benedek byl voják s pružným myšlením a rychlým rozhodováním, zvyklý velet z hřbetu koně. Nevhodná organizace rakouské armády a nedisciplinovaní velitelé sborů mu neslibovali velkou šanci na úspěch. Po prohrané prusko-rakouské válce byl penzionován a neprávem označen za viníka katastrofy u Hradce Králové. Byl postaven před vojenský tribunál, díky zásahu císaře Františka Josefa I. byl však soudní proces zastaven, což se týkalo i dalších velitelů (Eduard Clam-Gallas, Alfred von Henikstein). Musel však slíbit, že nebude o svém velení severní armádě nikdy mluvit. K datu 1. listopadu 1866 byl v armádě penzionován. Stáhl se do ústraní a dožil ve Štýrském Hradci. Byl pohřben na hřbitově Sankt Leonhard v civilním oděvu bez jakýchkoli vojenských poct.
Od roku 1843 byla jeho manželkou Julie, rozená baronka Krieg von Hochfelden, ovdovělá hraběnka Woynová (1811–1895). Manželství zůstalo bezdětné.

## Tituly a ocenění
V roce 1848 byl povýšen do šlechtického stavu s titulem rytíř. V roce 1857 obdržel titul c. k. tajného rady s nárokem na oslovení Excelence. Během vojenské kariéry získal několik ocenění v Rakousku i v zahraničí, především v Itálii, kde řadu let působil, mimo jiné byl nositelem dvou stupňů prestižního Řádu Marie Terezie. Byl jmenován čestným občanem ve Vídni, Šoproni, Lvově a Košicích. V roce 1862 byl jmenován doživotním členem rakouské Panské sněmovny.

### Rakousko
- velkokříž Leopoldova řádu (1862)
- komandérský kříž Řádu Marie Terezie (1859)
- Vojenský záslužný kříž (1850)
- komandérský kříž Leopoldova řádu s válečnou dekorací (1849)
- rytířský kříž Řádu Marie Terezie (1848)
- rytířský kříž Leopoldova řádu s válečnou dekorací (1846)

### Zahraničí
- Řád svaté Anny I. třídy (Rusko)
- Konstantinův řád svatého Jiří (Království Obojí Sicílie)
- velkokříž Řádu svatého Josefa (Toskánsko)
- velkokříž Řádu svatého Řehoře Velikého (Papežský stát)

## Zajímavosti
- Ludwig Benedek se prý setkal s Radeckým už v dětství. Velký vojevůdce se totiž léčil z válečného zranění u Benedekova otce a malému Ludwigovi vyprávěl své vojenské zážitky. Od té doby se Ludwig Benedek chtěl stát důstojníkem.
- V některé literatuře se uvádí, že se Benedek stal velitelem severní armády jenom proto, aby jižní armádě velel arcivévoda Albrecht Habsburský. S vítězstvím jižní armády nad Itálií se dopředu počítalo, a tak mělo být toto vítězství darované příslušníkovi panovnického rodu. Skutečnost však byla mnohem prozaičtější. Přiřazení Benedeka a Albrechta k jejich armádám bylo výsledkem dlouhého a složitého jednání, z něhož vzešlo, že severní armádě bude velet ten lepší.